# Riz djerbien
Le riz djerbien ou rouz jerbi est une spécialité culinaire tunisienne. Il s'agit de fruits de mer (généralement du poulpe et de la seiche) ou de poulet ou de bœuf, découpés avec des légumes (tomates, épinards, oignons, carottes, pommes de terre, petits pois, et persil), du concentré de tomates, de l'huile d'olive et des épices (cumin, tabil, coriandre, curcuma, paprika, sel et poivre) et de l'ail.
Le tout est ensuite cuit à la vapeur dans un couscoussier.
Il existe également une variante du riz djerbien incorporant de la blette parmi les légumes.
Le plat est originaire de l'île de Djerba en Tunisie, d'où son nom.